# Yuncos
Yuncos község Spanyolországban, Toledo tartományban. Yuncos Cedillo del Condado, Illescas, Numancia de la Sagra és Yuncler községekkel határos. Lakosainak száma 12 831 fő (2024).

## Népesség
A település népessége az utóbbi években az alábbiak szerint változott:
| Lakosok száma | 3935 | 5197 | 7645 | 9185 | 10 587 | 10 566 | 10 827 | 11 222 | 10 630 | 12 831 |
|               | 2001 | 2004 | 2007 | 2009 | 2012   | 2014   | 2017   | 2019   | 2022   | 2024   |